# Werk- und Zuchthaus

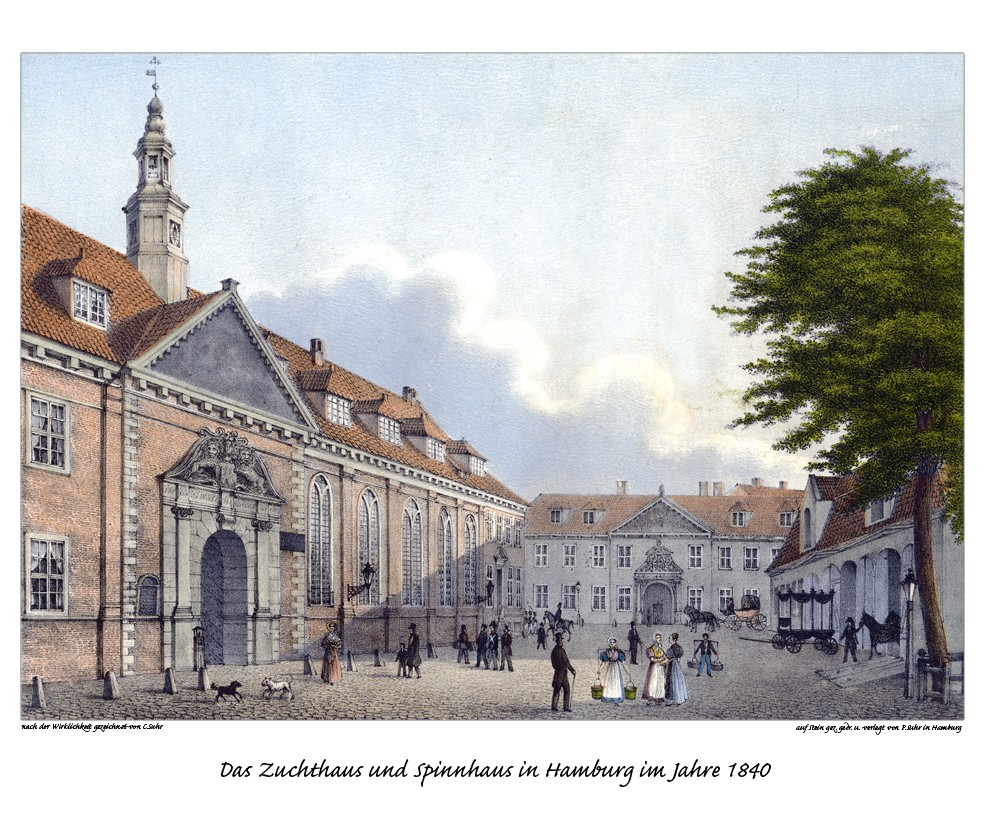
Werk- und Zuchthaus (links), Spinnhaus (Mitte) und Herrenstall (rechts) am Alstertor, Aquarell von Peter Suhr, 1840

Das Werk- und Zuchthaus in Hamburg bestand von 1618 bis 1842 an der Zuchthausstraße beim Alstertor, nördlich des Pferdemarktes, dem heutigen Gerhart-Hauptmann-Platz, neben dem 1669 eingeweihten Spinnhaus. Das Haus wurde auf Initiative der Hamburgischen Bürgerschaft als Unterbringungsort von sozialen Randgruppen eingerichtet und diente der Aufnahme von Bettlern und Vagabunden, aber zum Beispiel auch von Personen, die auf Initiative ihrer Verwandten eingewiesen wurden. Der Grund konnte verschwenderischer oder liederlicher Lebenswandel sein. Bis zur Einrichtung einer Allgemeinen Armenanstalt 1788 und deren Reformbestrebungen war es die bedeutendste Einrichtung des Hamburger Armenwesens. Das Haus stand unter Kollegialverwaltung, einem zu diesem Zweck eingerichtetem Kollegium.

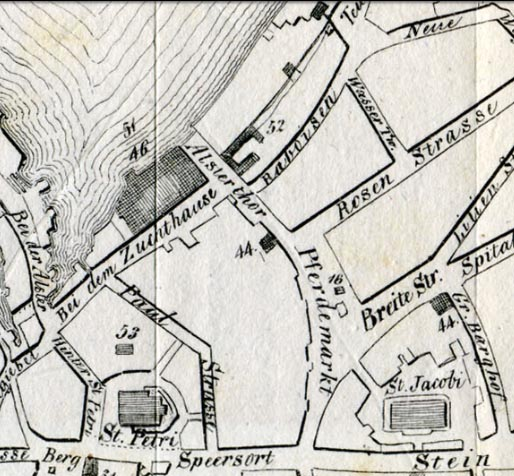
Lage auf Karte von 1813

Die Idee hinter der Einrichtung des Werk- und Zuchthauses bestand darin, dass die Insassen durch Zwangsarbeit, eingebunden in ein System von Disziplinierung und Bestrafung, ihren Lebensunterhalt selbst verdienen sollten, statt Almosen zu empfangen. Arbeitseinrichtungen waren dabei zum Beispiel eine Tretmühle, mit der Hanffasern zerstampft wurden, die man zum Leinweben benötigte, oder das Raspeln von Farbhölzern für die Färbung von Textilien. Weitere Tätigkeiten waren das Leinweben selbst, Schneider-, Schuster-, Spinn-, Spul- und Näharbeiten.

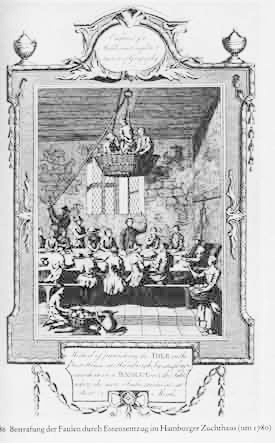
Bestrafung der Faulen: aus einem hochgezogenen Korb sollen sie ansehen, wie Fleißige ihr Essen einnehmen. Kupferstich William Hogarth, um 1760
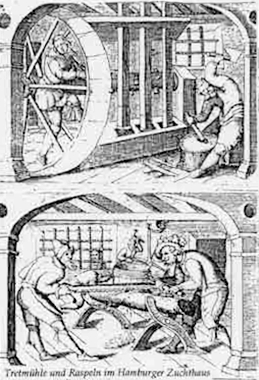
Tretmühle und Farbholzraspeln im Werk- und Zuchthaus, Hamburg, 1710

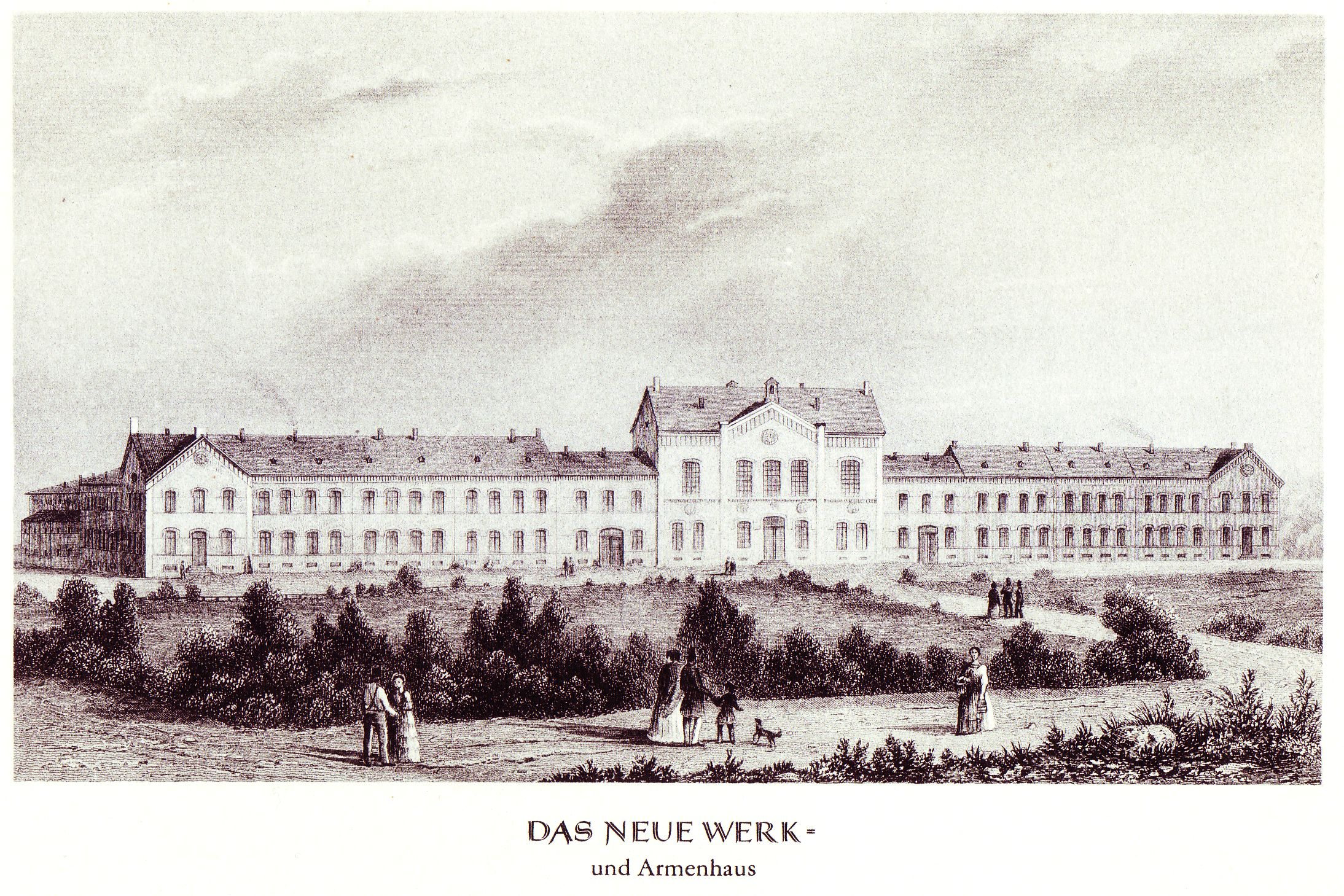
Neues Werk- und Armenhaus um 1850

Im Jahr 1666 brannte das Haus ab und wurde 1670 wieder aufgebaut. 1726 waren 2500 Menschen im Werk- und Zuchthaus untergebracht, das waren 3 Prozent der damaligen Hamburger Bevölkerung. 1727 zog zudem das Armenkontor ein, eine Verwaltungsstelle, die auch nicht im Hause selbst untergebrachte Arme mit Arbeit versorgen sollte. Ab Ende des 18. Jahrhunderts nutzte die Stadt die Einrichtung zunehmend für den Strafvollzug. Mit einer Gefängnisreform 1811, während der französischen Besetzung Hamburgs, trennte man das Zuchthaus für die Unterbringung der Strafgefangenen vom Werk- und Armenhaus. Beide Abteilungen blieben aber im selben Gebäude. 1816 baute man mit dem Kurhaus zudem ein Gebäude für die Versorgung Kranker an. Beim Großen Brand von 1842 fiel auch das Werk- und Zuchthaus dem Feuer zum Opfer. Ein neues Werk- und Armenhaus wurde an der Finkenau in Hamburg-Uhlenhorst, damals vor den Toren der Stadt, errichtet; es unterstand bis 1893 weiterhin der Gefängnisverwaltung. Die Insassen wurden weiterhin zur Zwangsarbeit herangezogen, unter anderem beim Bau von Eilbek- und Osterbekkanal. Nach dem Ersten Weltkrieg ging die Einrichtung auf die neugebildete Sozialverwaltung (Wohlfahrtsamt) über und später in Pflegen & Wohnen Hamburg auf.  